# Antonella Clerici
Pour les articles homonymes, voir Clerici.
Antonella Clerici ( prononcé : [antoˈnɛlla ˈklɛːritʃi] ; né à Legnano le 6 décembre 1963) est une animatrice de télévision et journaliste italienne.

## Biographie
Après avoir obtenu un diplôme en droit, Antonella Clerici fait ses débuts à la télévision en 1985 en tant que présentatrice dans Telereporter. En 1987, elle passe à Rai 2 où elle présente Semaforo giallo, Oggi sport , Dribbling et Domenica Sprint .  Ristorante Italia et Segreti per voi . Elle a animé Forza Italia sur Odeon TV avec Fabio Fazio et Walter Zenga .
Clerici revient à Rai 2 en 1995 avec  Telegoal , une  émission sur le football. De 1996 à 1998, elle fait partie des présentatrices d' Unomattina, une émission matinale quotidienne de Rai 1, et elle a suivi la coupe du monde de football 1998 avec l'émission  Occhio al mondiale, avec Giorgio Tosatti et Giampiero Galeazzi .
En 1999/2000, elle passe à Mediaset où elle anime Ma quanto costa?, diffusé par Retequattro . Elle a également animé l'émission quotidienne Telegatti Story et l'émission matinale A tu per tu, diffusée par Canale 5, avec Maria Teresa Ruta.
En 2000, elle retourne à la RAI  avec La prova del cuoco, la version italienne de Ready Steady Cook . En 2008,  elle prend congé pour donner naissance à son premier enfant.
Au cours des années 2000 elle est sir Rai 1, avec Campioni per sempre : Galà dello Sport 2000, l'émission dominicale Domenica in, Adesso sposami, Il ristorante, Il treno dei desideri, Affari tuoi, Ti lascio una canzone et Tutti pazzi pour la télé .
En 2005, elle presente le Festival de Sanremo, avec Paolo Bonolis , puis de nouveau  seule  en 2010 et la quatrième soirée en 2020. 
En mars 2010, elle sort son premier CD, Antonella Clerici, sur des thèmes télévisuels. En septembre 2011, elle est de nouveau animatrice de l' émission  La prova del cuoco . 
Elle a également publié plusieurs livres de cuisine.

## Films
- Happily N'Ever After 2: Snow White—Another Bite @ the Apple (2009) en tant que Blanche-Neige
- Turbo (2013) comme Burn
- Natale col boss (2015) dans le rôle de Mme. Tappabuco

## Télévision
- Semaforo giallo (1987)
- Oggi sport (1987-1989)
- Dribbling (1989-1995)
- Domenica Sprint (1990-1997)
- Ristorante Italia'
- Segreti par voi
- Supergiganti 1994 (1994)
- Télégoal(1995)
- Méditerranea 1995 (1995)
- Circo bianco (1995-1996)
- Fantacalcio (1996)
- Unomattina (1997-1999)
- Premio Regia Televisiva (1997, 1999, 2007)
- Dominique In (1997-1998, 2001-2002)
- Occhio al mondiale (1998)
- Ma quanto costa? (1999)
- Telegatti Story (2000)
- Un tu par tu (2000)
- La prova del cuoco (2000-2008, 2010-présent)
- Campioni per sempre: Galà dello Sport (2000)
- Per Natale cucino io (2003)
- Adesso sposami (2003-2004)
- La prova del cuoco – cotta e mangiata (2004)
- Il ristorante (2004-2005)
- Festival de San Remo 2005 (2005)
- Il treno dei desideri (2006-2007)
- Affari tuoi (2006)
- Ti lascio una canzone (2008-présent)
- Tutti pazzi per la tele (2008-2009)
- Festival de San Remo 2010 (2010)
- Arèna di Verona 2010 (2010)

## Discographie

### Album
- Antonella Cleric (2010)

## Livres
- Oggi cucini tu (2005)
- Oggi cucini tu 2 (2006)
- Oggi cucini tu light (2006)
- Oggi cucini tu 3 (2007)
- Aspettando te (2010)
- La Ricette de la Casa Clerici (2010)